# アティバ・チャールズ
アティバ・チャールズ（David Atiba Charles、1977年9月29日 - ）は、トリニダード・トバゴの元サッカー選手。元トリニダード・トバゴ代表。ポジションはディフェンダー。

## 来歴
2003年11月にトリニダード・トバゴ代表デビュー。トリニダード・トバゴ史上初の出場となった2006 FIFAワールドカップのメンバーにも選ばれた。トリニダード・トバゴ代表として22試合に出場した。

## 代表歴

### 出場大会
- トリニダード・トバゴ代表
  - 2006 FIFAワールドカップ

### 試合数
- 国際Aマッチ 22試合 0得点（2003年-2006年）[1]

| トリニダード・トバゴ代表 | 国際Aマッチ | 国際Aマッチ |
| 年                       | 出場        | 得点        |
| ------------------------ | ----------- | ----------- |
| 2003                     | 1           | 0           |
| 2004                     | 3           | 0           |
| 2005                     | 13          | 0           |
| 2006                     | 5           | 0           |
| 通算                     | 22          | 0           |